# Animal Crossing: Happy Home Designer
Az Animal Crossing: Happy Home Designer (どうぶつの森 ハッピーホームデザイナー; Hepburn: Dōbutsu no Mori: Happī Hōmu Dezaina, ’Állatok erdeje: Boldog lakberendező’) sandbox videójáték, melyet a Nintendo EAD fejlesztett a Monolith Soft közreműködésével és a Nintendo jelentetett meg, Nintendo 3DS kézikonzolra. A játék 2015 júliusában jelent meg Japánban, 2015 szeptemberében Észak-Amerikában és 2015 októberében a PAL területeken. A Happy Home Designer az Animal Crossing sorozat spin-offja, amiben a játékosoknak különböző antropomorf állatszereplő otthonát kell berendeznie. A játék a megjelenésekor megosztott kritikai fogadtatásban részesült.

## Játékmenet

Képernyőkép a játékból, amin játékos az egyik falusi házán dolgozik

Az Animal Crossing: Happy Home Designer háttérbe sorolja a Animal Crossing fősorozat közösségszimulációs elemeit a lakberendezésre összpontosítva. A játékosok a Nook’s Homes alkalmazottjaként a javaslataik szerint meg kell tervezniük a több állatlakos otthonát. A játék előrehaladtával egyre több bútorelem válik elérhetővé, amiket a játékosok beépíthetnek a terveikbe. A játékosok a korábban megtervezett házakat később újra meglátogathatják.
A játék támogatja az  Animal Crossing Amiibo-kártyákat; azokat beolvasva az adott szereplő meglátogathatja a játékos által tervezett egyik házat, illetve lehetőséget biztosítanak további kulcsszereplők, így K.K. Slider vagy Tom Nook otthonának megtervezésére.

## Fejlesztés
Kjogoku Aja, az Animal Crossing sorozat producere szerint a Happy Home Designert a fő Animal Crossing-játékokban való állatlakosok házának cégen belüli megtervezése inspirálta, megjegyezte, hogy „El kellett gondolkodnunk azon, hogy mégis miféle dolgokat kedvelhet ez az állat? Miféle életet folytatnak? Nagyon szórakoztató volt kitalálni, hogy miket akarhatnának, és megpróbáltunk kiötleni, hogy ezt az élményt miként adhatjuk át a játékosoknak.” A játékosok az otthonok tervezésekor nincsenek költségvetésekhez kötve, ugyan a koncepción elgondolkodott a fejlesztőcsapat, azonban úgy érezték, hogy egy ilyen korlátozás túl nagy tehert nyomna a játékosok kreativitására.
Az Amiibók is hatással voltak a Happy Home Designerre és testvérjátékára, az Amiibo Festivalra, mivel a fejlesztőcsapat úgy gondolta, hogy az Animal Crossing Amiibók „cukik” lennének, ezért új játékmeneti koncepciókat ötleteltek ki és építettek be a sorozatba. A két játék egymással is kapcsolatban áll; a Happy Home Designerben megtervezett házak megjelenhetnek az Amiibo Festivalban. Az Amiibo Festivallal egy időben nyolc Animal Crossing Amiibo-figurát is megjelentettek. A két játék bejelentéskor néhányak aggodalmukat fejezték ki amiatt, hogy a sorozat eltérő játékmeneti irányvonalba indult el, azonban Kjogoku kijelentette, hogy a Happy Home Designer és az Amiibo Festival spin-offok, és nem feltétlenül jelképezik azt, hogy a fősorozat merre fog tartani a jövőben.

## Fogadtatás
| Összegzőoldal | Értékelés |
| ------------- | --------- |
| Metacritic    | 66/100    |

| Szerző        | Értékelés |
| ------------- | --------- |
| Game Informer | 5/10      |
| GameSpot      | 5/10      |
| GamesRadar+   | [ 10 ]    |
| IGN           | 8/10      |
| Nintendo Life | 7/10      |

A játék 60 értékelés alapján 66/100-as átlagpontszámon áll a Metacritic kritikaösszegző oldalon, ami a „megosztott vagy átlagos” kritikai fogadtatásra utal. Kallie Plagge, az IGN weblap szerkesztője dicsérte a játékot a „kreativitásra buzdító szabadsága” révén, azonban hozzáfűzte, hogy a játék néha elégedettséget nem nyújtónak érződik. Ehhez hasonlóan a Nintendo Life írója is megjegyezte, hogy „a puszta tartalom mennyisége megdöbbentő”, de kritikusabb volt az „igazi kihívás nemlétével” szemben.
Jeff Cork, a Game Informerben 5/10-es pontszámmal jutalmazta a játékot, kiemelve, hogy az egy „mélymerülés az Animal Crossing rendszerint sekély lakberendező-medencéjébe, a sorozatot akkora sikerré tévő falusi játékelemek nélkül”. A GameSpot szerkesztői is hasonlóan 5/10-es pontszámot adtak a játékra, hozzáfűzve, hogy „Azzal, ami bekerült a játéka, a Happy Home Designer a New Leaf csodás DLC-je lehetett volna: átalakítja az előző játék nehézkes lakberendezői irányítását, és az új tárgyak bőséges száma még a keménymagos rajongóknak is okot adott volna, hogy visszatérjenek a valószínűleg elhanyagolt falujukba. Különálló élményként azonban nem számít, hogy hány otthont tervezek meg, a falu akkor is sivárnak tűnik.”

### Eladások
A játék megjelenésének hetében 522 556 dobozos példánnyal a legkelendőbb videójáték volt Japánban. 2016 márciusáig a japán eladások meghaladták az 1,48 millió példányt, míg az összeladás a 3,04 milliót.